# Solnecinoe, Stînga Nistrului
Solnecinoe este un sat care aparține de orașul Camenca, din Unitățile Administrativ-Teritoriale din Stînga Nistrului, Republica Moldova. În anul 2004 la Solnecinoe trăiau 256 de persoane, dintre care 170 ucraineni, 57 moldoveni, și 26 ruși.